# علی طنیش
علی طنیش (عربی: علي سمير طنيش؛ زادهٔ ۱۶ ژوئیهٔ ۱۹۹۲) بازیکن فوتبال اهل لبنان است.
وی همچنین در تیم ملی فوتسال لبنان و تیم ملی فوتبال لبنان بازی کرده‌است.